# Shaharah
Pour les articles homonymes, voir Shaharah (homonymie).

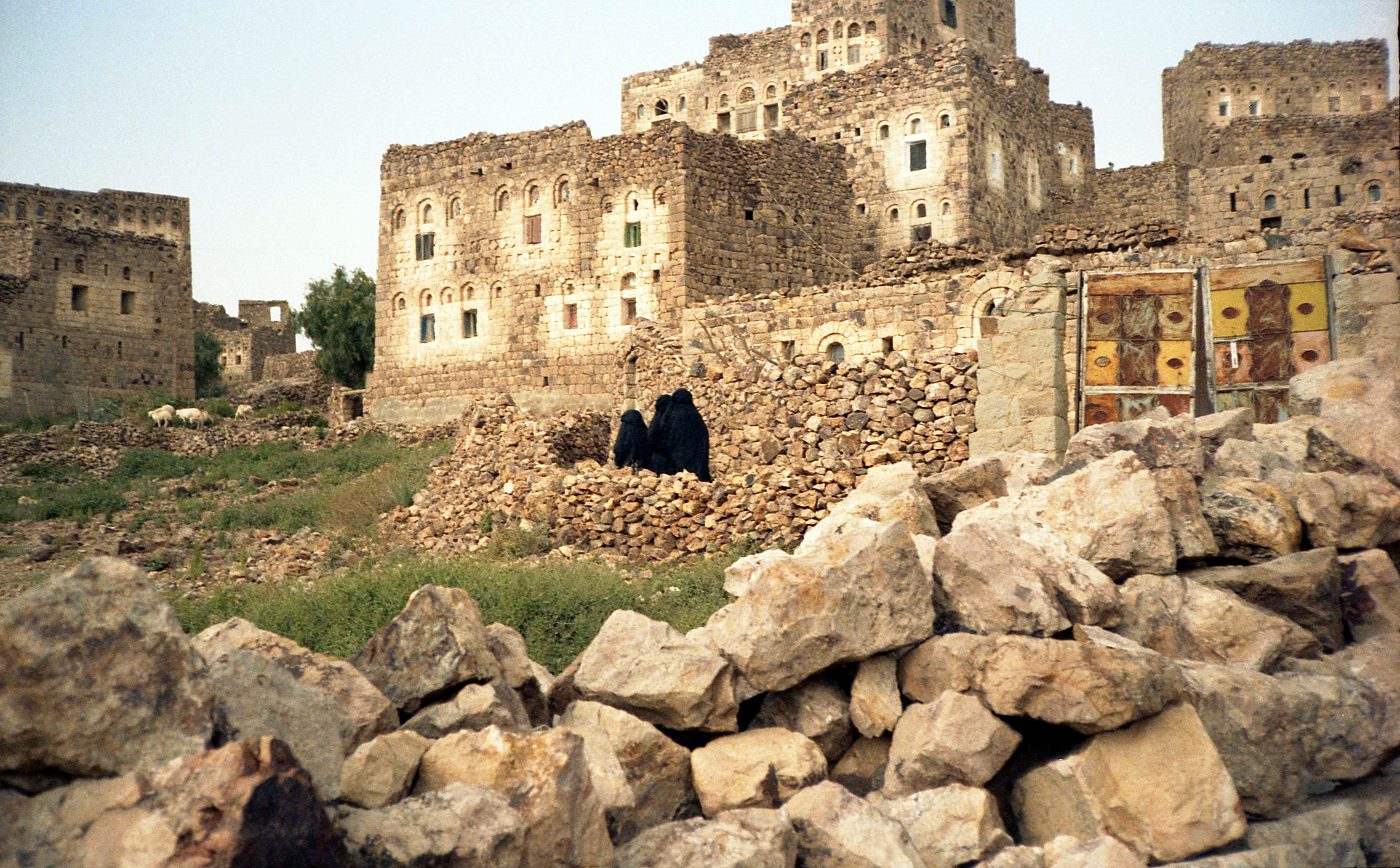
Shaharah

Shaharah ou Shehara est un grand village de montagne et le siège du district de Shaharah au Yémen.
Le village se trouve à 2 600 mètres au sommet de la montagne Jabal Shaharah. Il est composé de plusieurs vieilles maisons en pierre et d'une citerne. La région est connue pour son pont en arc construit au XVIIe siècle par un seigneur local pour connecter deux villages à travers une gorge profonde.

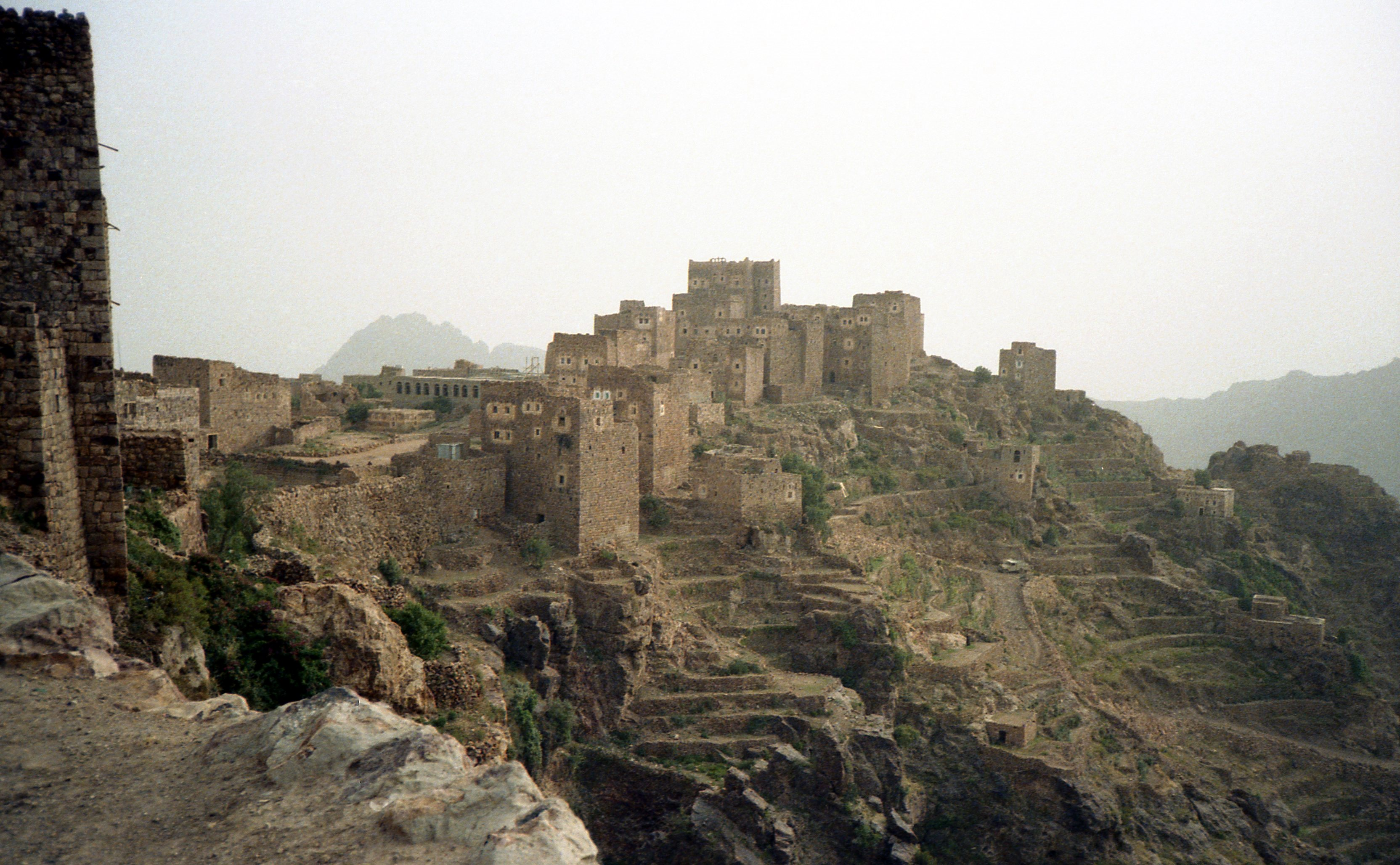
Le village de Shaharah.

## Pont de Shaharah

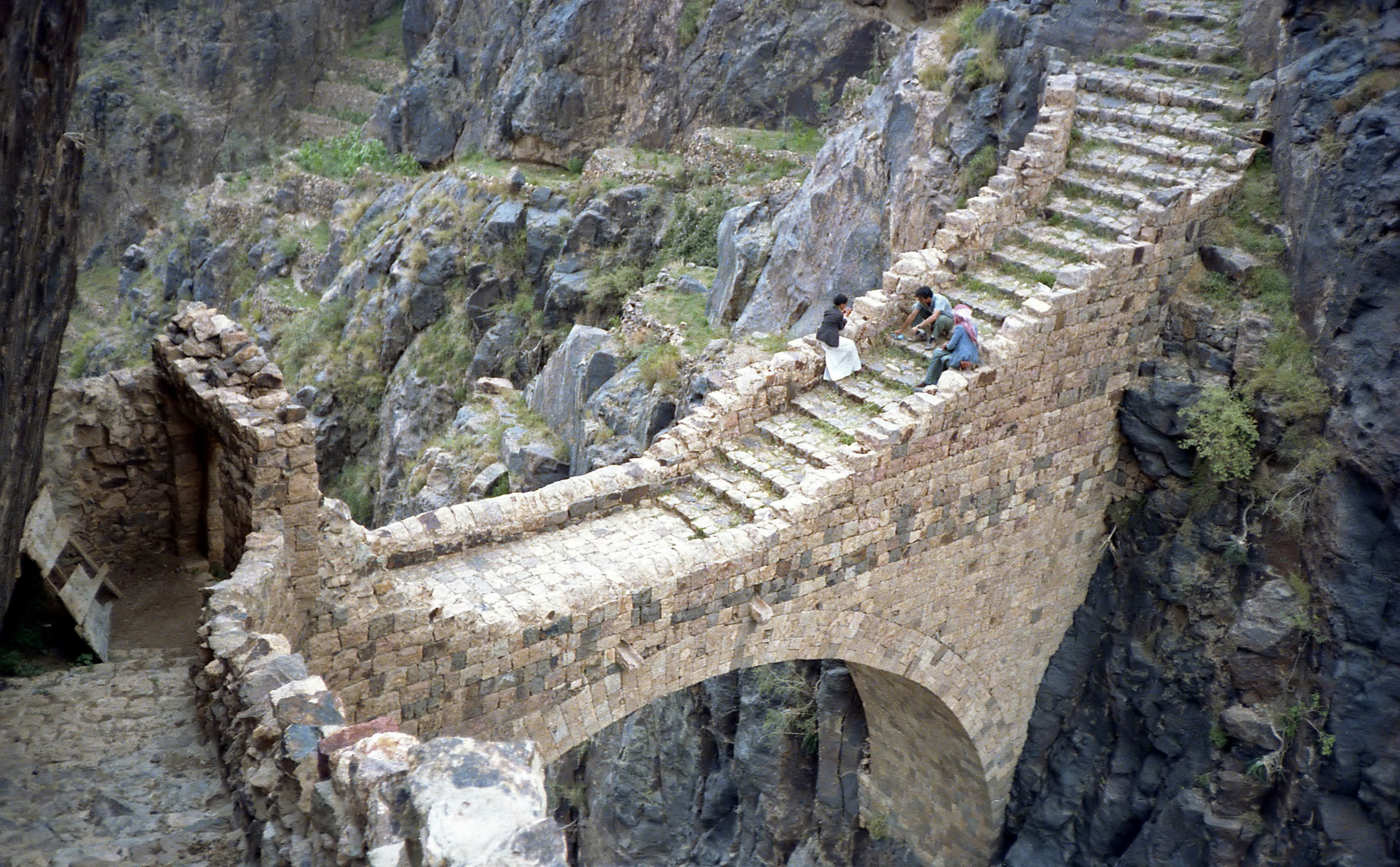
Vue du pont.
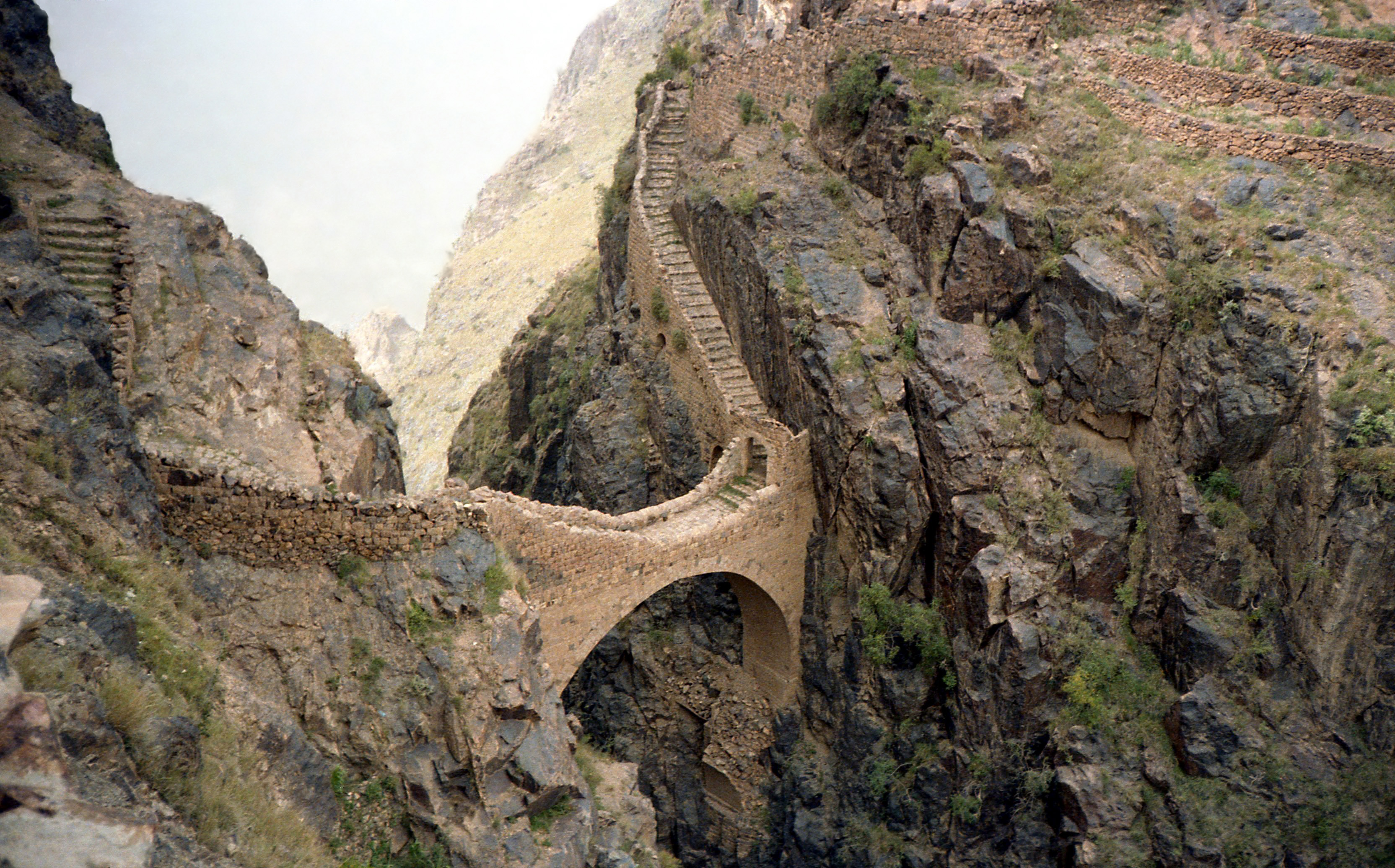
Vue du pont.
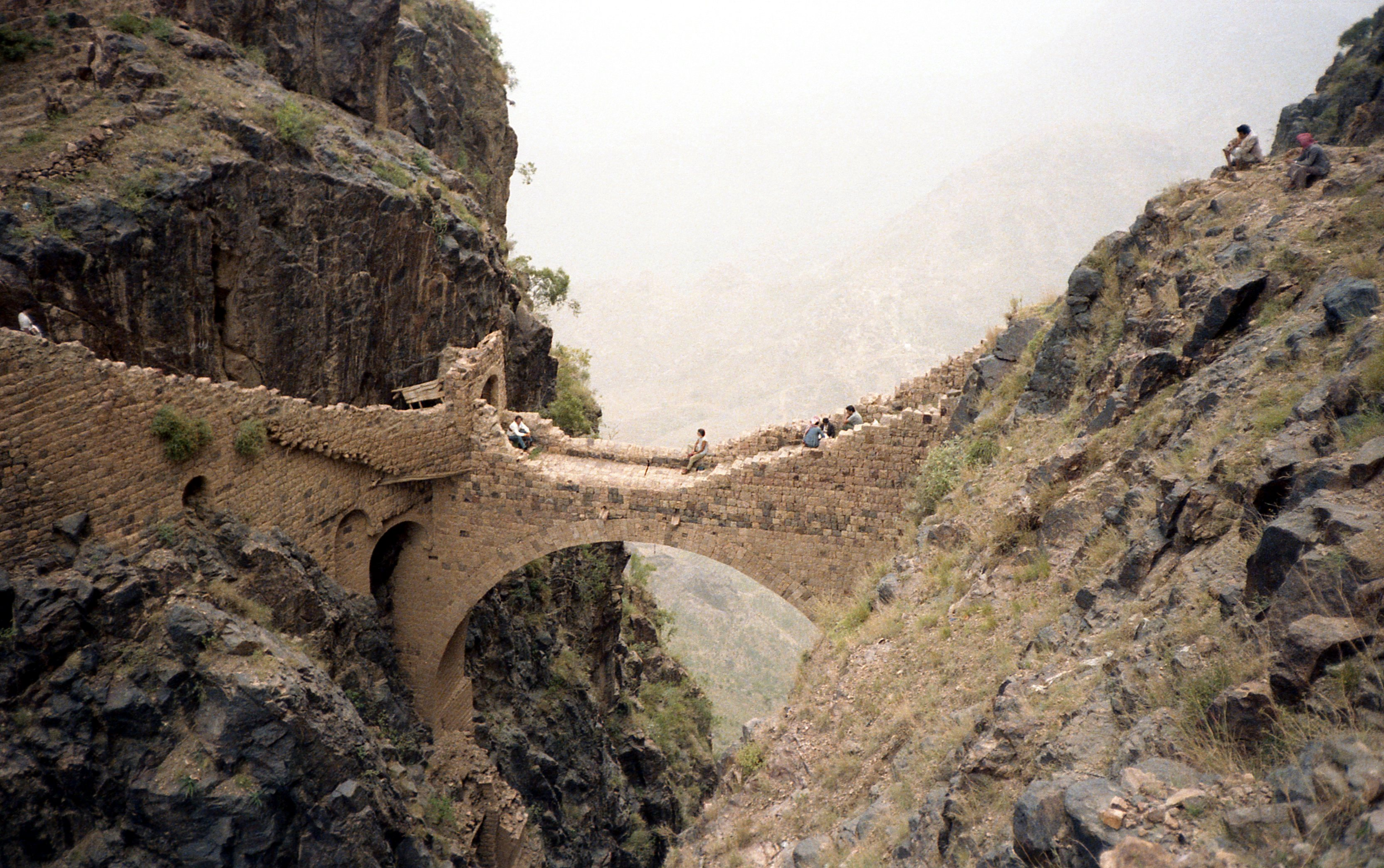
Vue du pont.
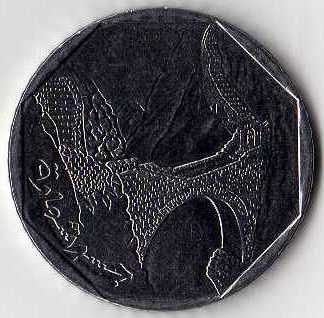
Le pont sur une pièce de 10 rials.